# Führerkult
Führerkult avser den kult av Adolf Hitler som det tyska folkets "messias" eller "förlossare". Enligt Führerkulten hade Hitler kommit för att göra slut på tyskarnas nöd och återställa Tysklands ära.